# Huining Fu

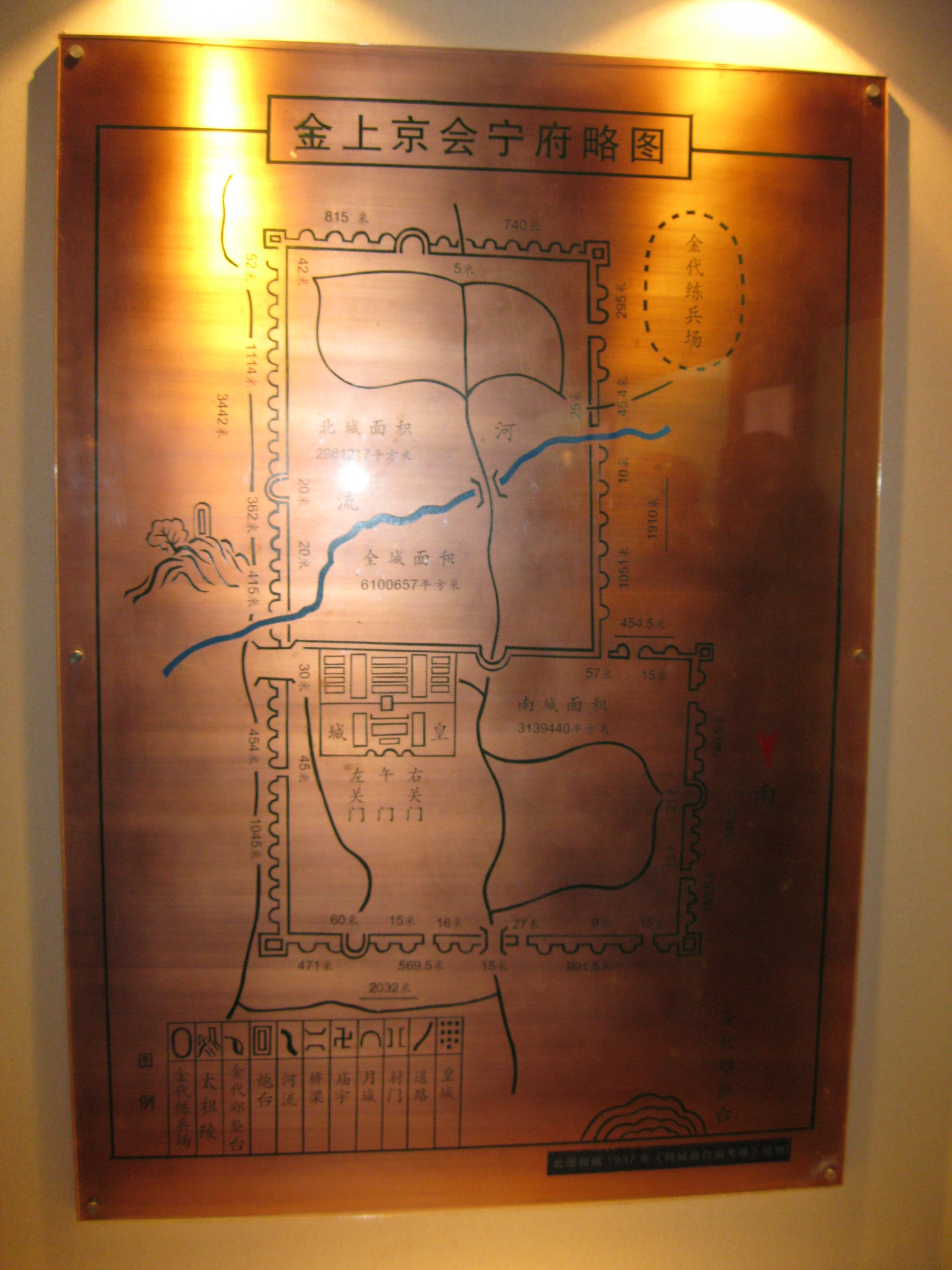
Plattegrond van Huining Fu

Huining Fu of Shangjing Huiningfu was de eerste hoofdstad van de Jin-dynastie tussen 1122 en 1153. De ruïnes liggen in het district Acheng van Harbin, de hoofdstad van de Chinese provincie Heilongjiang.
Ten tijde van keizer Jin Taizu, de stichter van de dynastie, waren er enkel tenten. Zijn opvolger Jin Taizong stelde architect Lu Yanlun aan om een nieuwe stad te bouwen. Kaifeng, hoofdstad van de Song-dynastie, diende als voorbeeld.
Keizer Wanyan Liang verplaatste in 1153 de hoofdstad van zijn rijk naar Yanjing (het huidige Peking), dat meer centraal gelegen was.